# Vitesse particulière
Un mouvement particulier ou une vitesse particulière fait référence à la vitesse d'un objet par rapport à un référentiel de repos (en) — généralement un référentiel dans lequel la vitesse moyenne de certains objets est nulle.

## Astronomie galactique
En astronomie galactique, le mouvement particulier fait référence au mouvement d'un objet (généralement une étoile), par rapport à un référentiel galactique.
Les objets locaux sont généralement examinés quant à leurs vecteurs d'angle de position et de vitesse radiale. Ceux-ci peuvent être combinés par une addition de vecteurs pour indiquer le mouvement de l'objet par rapport au Soleil. Les vitesses des objets locaux sont parfois rapportées par rapport au référentiel au repos local (RRL) — le mouvement local moyen de la matière dans la galaxie — au lieu du référentiel de repos du Soleil. La translation entre le RRL et le référentiel de repos héliocentrique nécessite le calcul de la vitesse particulière du Soleil dans le RRL.

## Cosmologie
En physique cosmologique, la vitesse particulière fait référence aux composantes de la vitesse d'une galaxie qui s'écartent de la loi de Hubble-Lemaître. Selon cette loi, les galaxies s'éloignent de nous à des vitesses proportionnelles à leur distance par rapport à nous.
Les galaxies ne sont pas réparties uniformément dans l'espace observable, mais se trouvent généralement en groupes ou amas, où elles ont un effet gravitationnel significatif les unes sur les autres. Les dispersions des vitesses des galaxies résultant de cette attraction gravitationnelle se situent généralement en centaines de kilomètres par seconde, mais elles peuvent atteindre de 1 000 km/s dans les amas riches. Cette vitesse peut modifier la vitesse de récession qui serait attendue du flux d'Hubble et affecter le décalage vers le rouge, observé des objets via l'effet Doppler. Le décalage vers le rouge de Doppler dû à des vitesses particulières est
{\displaystyle 1+z_{pec}={\sqrt {\frac {1+v/c}{1-v/c}}}}
ce qui est approximativement
{\displaystyle z\approx v/c}
pour les faibles vitesses (petits décalages vers le rouge). Ceci se combine avec le décalage vers le rouge du flux de Hubble et le décalage vers le rouge de notre propre mouvement {\displaystyle z_{\odot }} pour donner le décalage vers le rouge observé
{\displaystyle 1+z_{obs}=(1+z_{pec})(1+z_{H})(1+z_{\odot }).}
(Il peut également y avait un décalage vers le rouge gravitationnel à prendre en compte).
La vitesse radiale d'un objet cosmologiquement « proche » peut-être approchée par 
{\displaystyle v_{r}=H_{0}d+v_{pec}}
avec des contributions du flux de Hubble et des termes de vitesses particuliers, ou {\displaystyle H_{0}} est la constante de Hubble et {\displaystyle d} est la distance de l'objet.
Les distortions de l'espace du décalage vers le rouge peuvent faire apparaître les distributions spatiales des objets cosmologiques allongées ou aplaties, en fonction de la cause des vitesses particulières. L'allongement, parfois appelé effet « Doigts de Dieu », est provoqué par le mouvement thermique aléatoire des objets. Cependant, les vitesses particulières corrélées à la chute gravitationnelle sont à l'origine d'un effet d'aplatissement est que, en déterminant la distance d'une seule galaxie, il faut supposer une erreur possible. Cette erreur diminue à mesure que la distance augmente. Par exemple, dans les études de supernovas de type Ia, des vitesses particulières ont une influence significative sur les mesures jusqu'à des décalages vers le rouge autour de 0,5, conduisant à des erreurs de plusieurs pour cent lors du calcul des paramètres cosmologiques,.
Des vitesses particulières peuvent également contenir des informations utiles sur l'Univers. Le lien entre les vitesses particulières corrélées et la distribution de masse a été suggéré comme outil pour déterminer les contraintes des paramètres cosmologiques à l'aide d'enquêtes de vitesses particulières,

## Flux massif
[pas clair]
La moyenne de la vitesse sur une sphère est appelée débit global. Cette valeur peut-être comparée aux théories de la gravité (relativité générale). L'analyse actuelle des valeurs expérimentales de débit global n'est pas en bon accord avec le modèle ΛCDM.